# Mount Barker (West-Australië)
Mount Barker is een plaats in de regio Great Southern in West-Australië. Het ligt langs de Albany Highway, 360 kilometer ten zuidzuidoosten van Perth, 50 kilometer ten noordnoordwesten van Albany en 55 kilometer ten noordoosten van Denmark. Mount Barker telde in 2021 2.855 inwoners tegenover 1.761 in 2006. Het is het administratieve centrum van de Shire of Plantagenet.
Mount Barker werd naar de nabijgelegen heuvel met dezelfde naam genoemd. De heuvel werd in 1829 door Thomas Braidwood Wilson naar kapitein Collet Barker vernoemd. Barker stond van 1829 tot 1831 aan het hoofd van King George Sound, de eerste Britse nederzetting in West-Australië. De rivier Hay ontspringt ten westen van Mount Barker en mondt uit in de Wilson-inham nabij Denmark.

## Geschiedenis
Voor de Europese kolonisatie leefden de Bibbulmun Nyungah Aborigines in de streek rond Mount Barker. De Aboriginesnaam voor de heuvel is "Yakkerlip" wat "witte kaketoes" betekent. De Bibbulmunstam in de streek noemde zichzelf de Yakkerlik. De Bibbulmunstammen waren nomadische stammen. Toen de eerste Europese kolonisten zich in de streek vestigden verliep het contact eerst vriendelijk maar uiteindelijk vernietigden Europese ziekten en de Europese visie op eigendom de nomadische manier van leven.
In 1829 besliste Thomas Braidwood Wilson een expeditie naar het binnenland te leiden toen zijn schip voor herstellingen in King George Sound lag. Samen met twee gevangenen, Kent, soldaat Gough en de Aboriginesgids Mokare vertrok hij op verkenningstocht naar het binnenland. Wilson hield een dagboek bij waarin hij onder meer de geschiktheid voor landbouwdoeleinden van verschillende plaatsen noteerde. Door zijn positieve beschouwingen over de streek besliste James Stirling om de aan hem toegewezen 40.400 hectare grondgebied in de streek op te nemen. Toch vestigde er zich niemand tot in 1835 Richard Spencer 785 hectare van Stirlings grondgebied overkocht en de eerste boerderij aan de Hay vestigde. Hij stierf in 1839. George Egerton-Warburton huwde Spencers dochter Augusta in 1842 en vestigde een tweede boerderij op 8,5 kilometer van de eerste die in handen van Spencers vrouw bleef. In 1872/74 bouwde George Egerton-Warburton een kleine Anglicaanse kerk op zijn eigendom met een belendend kerkhofje. Het werd gefinancierd door zijn broer in Engeland en in 1874 gewijd door bisschop Hale. Tot 1900 was het de enige gebedsplek in de streek.
Het succes van de eerste boerderijen langs de Hay trok andere kolonisten aan waaronder de families Muir, Herbert en Hassell. Vanaf de jaren 1830 werd gewerkt aan een weg tussen Albany en Perth. Deze weg bereikte Mount Barker in 1835. In 1836 was William Cooper de eerste kolonist die zich vestigde in wat later Mount Barker zou worden. Hij opende er de Bush Inn. In 1871 zou in de Inn de eerste vergadering van de Plantagenet Road Board gehouden worden. In 1844 vestigden zich katholieke missionarissen in de streek maar door het zware leven verlieten ze Australië weer. In 1867 bouwden gevangenen uit Albany een politiekantoor, een koetshuis en stallen. Het politiekantoor won aan belang toen het in 1879 de eerste halteplaats werd op de weg tussen Parth en Albany waar paarden konden gewisseld worden voor de postdiensten van de overheid. Door verbeteringen aan de weg en de aanleg van de Great Southern Railway in 1889 bleef de streek zich verder ontwikkelen. De Western Australian Land Company die de spoorweg had aangelegd kreeg in ruil grondgebied toegewezen en stichtte Mount Barker in 1893. Er werd echter maar weinig grond verkocht tot de overheid de spoorweg in 1896 overnam, Mount Barker in 1899 officieel gesticht werd en Mount Barker een stopplaats op de lijn werd.
In 1892 werd een post- en telegraafkantoor geopend, in 1893 werd het Mount Barker Hotel gebouwd en in 1896 de basisschool. In 1908 werd het oude politiekantoor vervangen door een nieuw. In 1957 werd het tweede politiekantoor ingeruild voor een derde. Het eerste politiekantoor dreigde in 1966 afgebroken te worden maar de Plantagenet Historical Society kwam tussen en in 1971 ging er een museum in open over de geschiedenis van de politie tijdens in de koloniale periode in de streek. Tegen 1910 waren er 75 commerciële boomgaarden, hoofdzakelijk met appelbomen. In 1917 werd de Mount Barker Fruitgrowers Cool Storage Co-operative opgericht met een eigen verpakkingsfabriek. Tijdens en na de Tweede Wereldoorlog hadden de fruitbedrijven het moeilijk doordat de Europese markt was weggevallen. In 1975 werd de coöperatieve beëindigd en sloot de verpakkingsfabriek. Veel boomgaarden werden vervangen door wijngaarden. Mount Barker werd de bakermat en een van de vijf subregio's van de Great Southern wijnregio.

## Toerisme
- Het Mount Barker Visitor Centre is gelegen in het oude spoorwegstation.
- Mount Barker is de toegangspoort tot het nationaal park Porongurup. The Pass, Hayward Peak, Devils Slide, Marma Bup Rock, Tree in the Rock Circuit, Castle Rock en Wansborough Walk zijn korte bewegwijzerde wandelingen in het park.[9]
- Het Old Police Station-museum is een streekmuseum.[10]
- St Werburgh's Chapel is een kapel uit 1872.[11]
- De Mount Barker Lookout biedt een uitzicht over de streek.[12]
- The Round House is een rond huis dat met de seizoenen en de zon kon meedraaien, gebouwd begin jaren 1960 door de Nederlandse immigrant Hubertus Johannes Van der Kolk.[13]

## Transport
Mount Barker ligt aan het kruispunt van de Albany Highway en de Muir Highway. De GS1 en GS2-busdiensten van Transwa tussen Perth en Albany doen Mount Barker aan.
Over de Great Southern Railway rijden enkel nog goederentreinen.

## Klimaat
Mount Barker kent een gematigd mediterraan klimaat, Csb volgens de klimaatclassificatie van Köppen. De gemiddelde jaarlijkse temperatuur bedraagt 15,1 °C en de gemiddelde jaarlijkse neerslag 704 mm.
| Maand                                  | jan  | feb  | mrt  | apr  | mei  | jun  | jul   | aug  | sep  | okt  | nov  | dec  | Jaar  |
| -------------------------------------- | ---- | ---- | ---- | ---- | ---- | ---- | ----- | ---- | ---- | ---- | ---- | ---- | ----- |
| Gemiddeld maximum (°C)                 | 26,3 | 26,1 | 24,2 | 21,3 | 17,8 | 15,3 | 14,4  | 15,1 | 16,8 | 18,9 | 21,9 | 24,2 | 20,2  |
| Gemiddeld minimum (°C)                 | 12,8 | 13,1 | 12,4 | 10,7 | 8,8  | 7,1  | 6,1   | 6,1  | 7,0  | 8,1  | 9,9  | 11,4 | 9,5   |
|                                        |      |      |      |      |      |      |       |      |      |      |      |      |       |
| Neerslag (mm)                          | 23,5 | 24,0 | 36,4 | 54,2 | 81,7 | 93,5 | 102,9 | 89,7 | 79,5 | 68,0 | 42,1 | 29,1 | 724,6 |
| Regendagen (dag)                       | 3,9  | 3,8  | 5,3  | 7,3  | 10,6 | 12,0 | 13,3  | 12,3 | 10,9 | 9,7  | 6,6  | 4,8  | 100,5 |
| Bron: Australian Bureau of Meteorology |      |      |      |      |      |      |       |      |      |      |      |      |       |